# Juga hemphilli
Juga hemphilli är en snäckart som först beskrevs av J. Henderson 1935.  Juga hemphilli ingår i släktet Juga och familjen Pleuroceridae. Inga underarter finns listade i Catalogue of Life.